# Louis Franchet d’Espèrey
Louis Franchet d’Espèrey (teljes nevén: Louis Félix Marie François Franchet d’Espèrey; Mostaganem, 1856. május 25. – Saint-Amancet, 1942. július 8.) francia tábornagy. Három kontinensen szolgált és tevékenyen részt vett az első világháború ütközeteiben több fronton is.

## Fiatalon
Franchet d’Espèrey – az akkor még francia gyarmat – Algériában született, 1856-ban, Mostaganem városában. Családja egyike volt annak a több ezernek, amelyet Algéria bekebelezése után telepítettek az afrikai gyarmatra az 1840-es években, ezzel elindítva a terület pacifikálását. Az 1831-ben alapított Francia Idegenlégió itt is állomásozott, amelynek tagja volt Louis apja is, Louis Charles Marie. A család történetét szemlélve (nagyapja is katona volt) nem meglepő, hogy Louis Franchet d’Espèrey is ezt a pályát választotta. Hadi tanulmányait a híres Saint-Cyr katonai iskolában végezte Franciaországban 1874 és 1876 között.

## A világégést megelőzően
Az első világháború előtt kellő tapasztalatot tudott szerezni a harcmezőn, mivel szolgált a folyamatos felkeléseket szenvedő Tunéziában és Algériában (mindkettő francia gyarmat) egészen a századfordulóig. Itt elérte a hadnagyi rangot, majd átvezényelték Kínába (1900). D’Espèrey a Magreb országokban szerzett tapasztalatait tudta kamatoztatni az ázsiai országban, ahol 1899-ben kitört a bokszerlázadás, amelynek leverését francia és japán társaival együtt abszolválta, 1900-ra – egyelőre még nem vezető tisztségben. Ázsiai szolgálata alatt, 1900-ban szerezte meg az alezredesi rangot, majd 1903-ban Reimsben ezredessé léptették elő.
Később visszatért Afrikába, miután Franciaország Marokkót is a gyarmatbirodalmához csatolta. A franciáknak ezt az észak-afrikai országot sem volt könnyű meghódítani: először az algecirasi konferencián (1906) szereztek jelentős befolyást a rendőrség megszervezésében, majd francia családokat kezdtek a térségbe telepíteni. Az atrocitások folyamatosak voltak, így az 1911-ben kitört szultánellenes (fezi) felkelésben a franciák átvették az irányítást a németek minden próbálkozása („párducugrás”) ellenére. Marokkóban francia protektorátus jött létre, amelynek fenntartásában Franchet d’Espèrey is fontos szerepet kapott 1912 és 1913 között. A marokkói válság is megmutatta, hogy a németek és a franciák között elkerülhetetlen lesz a háború, így a tapasztalt D’Espèrey-t 1913-ban áthelyezték a kulcsfontosságú Lille térségébe, immáron az I. hadtest parancsnokaként.

## Az első világháborúban

### A nyugati fronton (1914–1918)

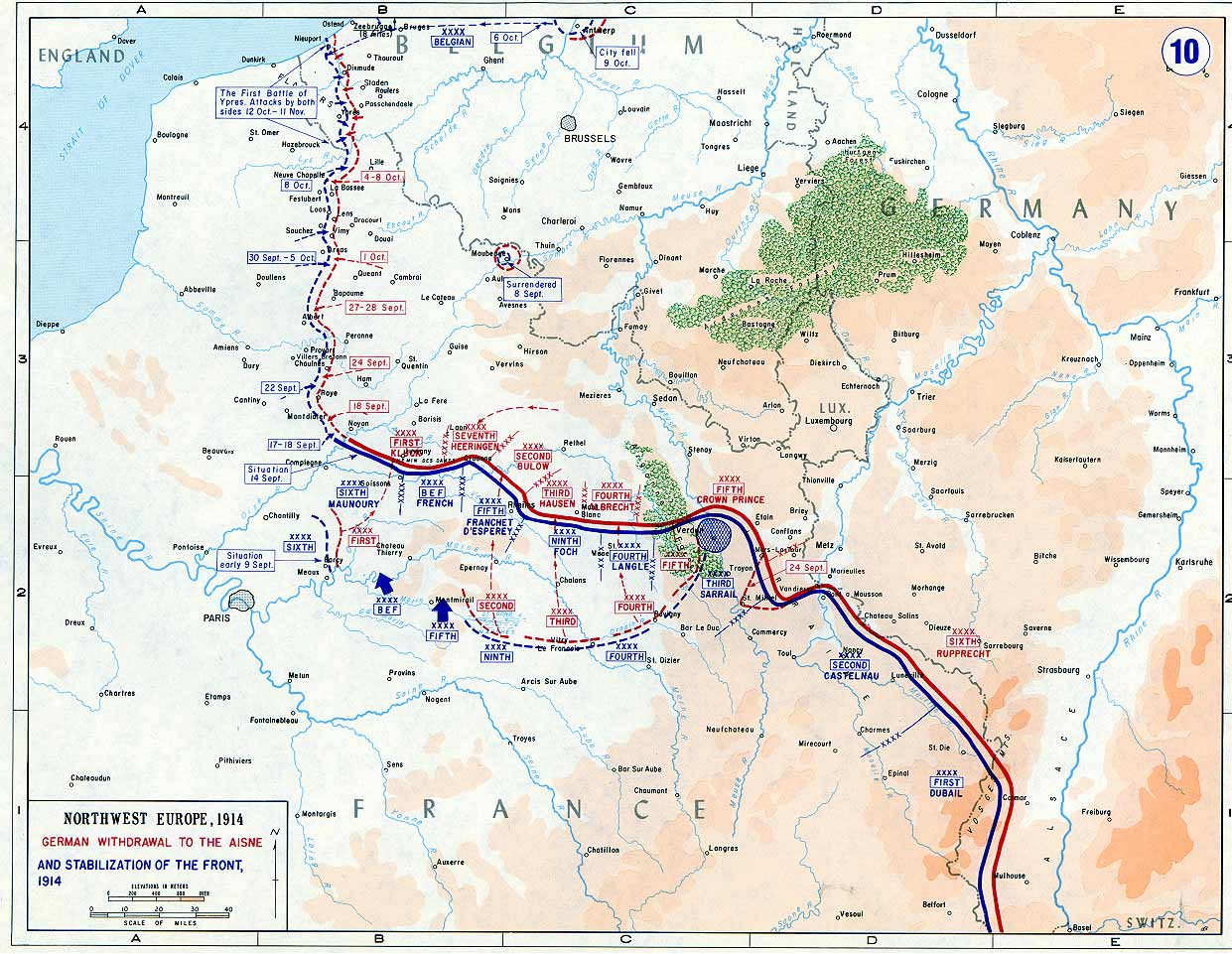
Franchet d’Espèrey már az 5. hadtest élén

Az első világháború kitörése (1914. július. 28.) után alig egy hónappal már testközelből tapasztalhatta meg D'Espèrey a háború viszontagságait. Az augusztus 29-én kezdődő guise-i csata reggelén a tartalék szerepét töltötte be, azonban már délutánra áttörték a németek a frontot Saint-Quentin felől és D’Espèrey-re hárult a támadás visszaszorítása. D’Espèrey maga vezette harcba embereit, ezzel önbizalmat adva nekik. Lóháton, az első sorban indította meg a támadást, ami meg is hozta az eredményt: estére visszafoglalták a reggel elvesztett településeket. D’Espèrey rendkívül bátor – vagy inkább merész – ellentámadása mentette meg a brit harcállásokat, ami után megkapta a később is használatos becenevet: „Fenegyerek Frankie” („Desperate Frankie”). Érdekesség, hogy itt együtt harcolt azzal a Pétainnel, aki a második világháború idején majd a Vichy Franciaország vezetője lett.
A siker és a hírnév gyorsan meghozta az előléptetést. Joseph Joffre tábornok szeptember 3-án kinevezte Lanrezac helyett az 5. hadtest hadsereg-parancsnokává, mivel egy merész, támadó szellemű emberre volt szüksége a németek visszaszorításához. Ennek következtében hamarosan újabb kulcsfontosságú csata kellős közepén találta magát. A marne-i csata (szeptember 5-12.) egyik szimbolikus alakja lett Foch marsall mellett, ezzel leállítva a német villámháborús terveket.  D’Espèrey jelentette először a világháború folyamán, hogy Reims környékén lövészárokrendszert fedezett fel, amelyet nem tud áttörni. Ezzel kezdetét vette a mozgó háború helyett az állóháború, amely az első világháború jellegzetessége lett.
Az állóháború kibontakozása után D’Espèrey és több parancsnok is látta, hogy nyugaton nem tudják áttörni a frontot, ezért a szerb sereg megsegítésére kellene sietni és délről megtámadni az Osztrák–Magyar Monarchiát. Az ötletet D’Espèrey terjesztette fel Joffre elé, aki azonban elutasította azt 1915 januárjában. Velük ellentétben a britek megpróbálták Churchill vezetésével, és ebből lett a Gallipoli vereség.

### A központi hatalmak megsemmisítése, D’Espèrey a Balkánon (1918)
Az oroszok háborúból való kilépése, az USA csatlakozása, illetve a nyugati front megmerevedése azonban arra sarkallta a francia–brit–görög–szerb erőket, hogy délről, a monarchia irányából támadják meg a központi hatalmakat. A csapatok irányítását (Keleti Hadsereg) Franchet d’Espèrey kapta meg, immáron tábornoki rangban. A választás azért is esett rá, mert 1918 májusában súlyos vereséget szenvedett a németektől Észak-Franciaországban, és mintegy büntetésként száműzték a Keleti Hadsereg élére. A tábornok gyorsan kivívta a balkáni hadszíntéren a győzelmet: szeptemberben 15-én támadást indított Dobropole térségében a bolgárok ellen, akik ezen hónap 30-án alá is írták a fegyverszüneti egyezményt a vereség hatására. Egy hónapra rá a központi hatalmak helyzete menthetetlen lett és a háború befejeződött.

## Magyarországon

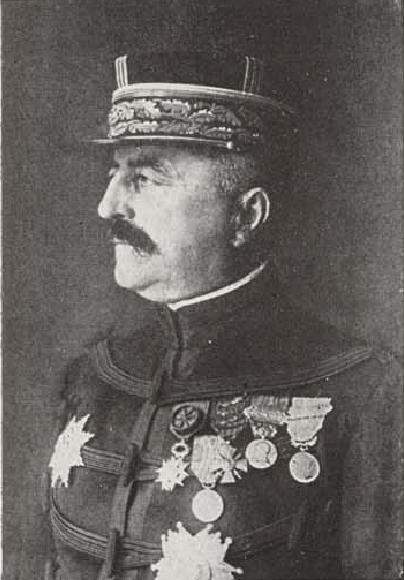
Franchet d’Espèrey komoly szerepet játszott a magyar történelemben az első világháború utáni fegyverszünet (1918) és a békeszerződés megkötése (1920) közti intervallumban

Franchet d’Espèrey a padovai fegyverszünet (1918. november 3.) megkötése után is a térségben maradt, felügyelni a békekötésekig. Magyarországon közben megtörtént az őszirózsás forradalom keretében a polgári átalakulás, és kikiáltották a köztársaságot, azonban ettől függetlenül Magyarországot a vesztes államok közé sorolták. A Károlyi Mihály vezette új kormány egyik első lépése volt a viszony rendezése az antant hatalmakkal, jelen esetben a Balkánon állomásozó francia sereg vezetőjével, Franchet d’Espèrey-vel. Erre azért is volt égető szükség, mivel a monarchia felbomlásával a francia tábornok érvénytelennek tartotta a padovai fegyverszünetet és november 5-én átkelt a Száván serege élén. A november 13-án megkötött belgrádi egyezmény kötelezte a magyar kormányt a Szamos felső folyásától keletre eső, a Marostól délre lévő és a Szeged–Pécs–Baja–Varasd vonaltól szintén délre található területek kiürítésére, valamint megszabta a magyar haderő maximális létszámát (6 gyalogos, 2 lovashadosztály). A Károlyi Mihály-kormány elfogadta feltételeket, mivel csak átmeneti megoldásként tekintett rá a béke megkötéséig.
A trianoni békeszerződés létrejöveteléig a térségben állomásozott, így a Vix-jegyzék átvétele után a magyarországi politikai fordulatot követően is sereggel kellett volna Magyarország ellen vonulnia, azonban a Tanácsköztársaság az északi (Csehszlovákia) és keleti országhatárra (Románia) koncentrált, így délen nem alakultak ki a francia–szerb csapatokkal összecsapások 1919 nyarán. 
1920 januárjában látogatást tett Budapesten és találkozott az akkori miniszterelnökkel, Huszár Károllyal is. A francia tábornok akkor előrevetítette, hogy Magyarország kemény békében fog részesülni, amely meg is valósult pár hónappal később, Trianonban.

## A világháború után
A trianoni békeszerződés megkötése után megválasztották Jugoszlávia tiszteletbeli tábornagyává (1921). Ugyanebben az évben hazatért Franciaországba, ahol szintén megválasztották marsallá. 1930-ig tartott aktív katonai pályafutása. 1934-től a Francia Akadémia tagja lett egészen 1942-ben bekövetkezett haláláig. Földi maradványait a párizsi Invalidusok dómjában őrzik.

## Családja
Édesapját 1890-ben, anyját, Marie Louise-t 1913-ban veszítette el. Két testvére közül Alfred 1916-ban esett el a csatatéren, míg Yvonne 1926-ig élt. Egy fiúgyermeke született (Louis), aki a családi hagyományoknak megfelelően belépett a hadseregbe és 1916-ban – nagybátyjával egy évben – elesett a nyugati fronton, 19 évesen.